# Châtelus-Malvaleix
Châtelus-Malvaleix ist eine französische Gemeinde mit 545 Einwohnern (Stand 1. Januar 2022) im Département Creuse in der Region Nouvelle-Aquitaine; sie gehört zum Arrondissement Guéret und zum Kanton Bonnat. Sie grenzt an Saint-Dizier-les-Domaines, Jalesches, Ladapeyre und Roches.

## Bevölkerungsentwicklung

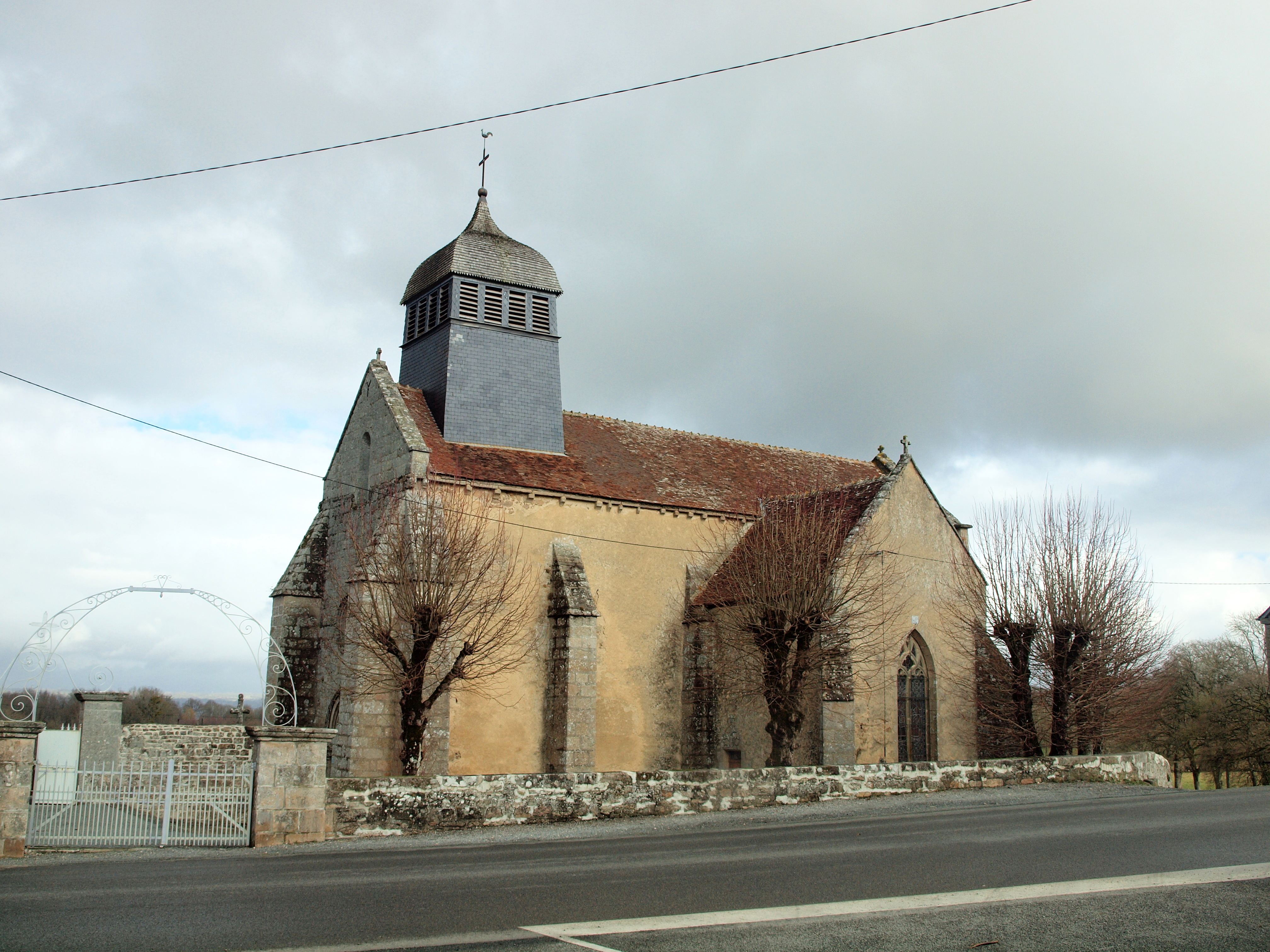
Kirche Saint-Pierre-ès-Liens

- 1962: 759
- 1968: 710
- 1975: 641
- 1982: 585
- 1990: 558
- 1999: 569
- 2014: 591